# نتایج تیم ملی فوتبال ارمنستان (۲۹–۲۰۲۰)
این مقاله دربارهٔ جزئیات مسابقات و نتایج تیم ملی فوتبال ارمنستان در دهه ۲۰۲۰ میلادی می‌باشد.

## نتایج
| Key | Key   |
| --- | ----- |
|     | برد   |
|     | تساوی |
|     | باخت  |

### ۲۰۲۰
| ۲۶ مارس ۲۰۲۰ بازی دوستانه | ازبکستان | لغوشد | ارمنستان | تاشکند، ازبکستان                |
| ۱۸:۰۰یوتی‌سی ۵+            |          |       |          | ورزشگاه: ورزشگاه مرکزی پاختاکور |

| ۳۰ مارس ۲۰۲۰ بازی دوستانه | قزاقستان | لغوشد | ارمنستان | نورسلطان، قزاقستان           |
| ۲۰:۰۰یوتی‌سی ۶+            |          |       |          | ورزشگاه: ورزشگاه آستانه آرنا |

| ۵ سپتامبر ۲۰۲۰ Nations League | مقدونیه شمالی                                                | ۲–۱   | ارمنستان                         | اسکوپیه، مقدونیه شمالی                                                       |
| ۱۵:۰۰یوتی‌سی ۲+                | - ازگیان الیوسکی ۵' (پنالتی) - ایلیا نستوروفسکی ۳۸' (پنالتی) | گزارش | - تیگران بارسقیان ۹۰+۴' (پنالتی) | ورزشگاه: ورزشگاه فیلیپ دوم تماشاگران: ۰ داور: Irfan Peljto (بوسنی و هرزگوین) |

| ۸ سپتامبر ۲۰۲۰ Nations League | ارمنستان                                                             | ۲–۰   | استونی | ایروان، ارمنستان                                                                  |
| ۲۰:۰۰یوتی‌سی ۴+                | - آلکساندر کاراپتیان (بازیکن فوتبال) ۴۳' - وبیمار آنگولو موسکئرا ۶۵' | گزارش |        | ورزشگاه: ورزشگاه جمهوریت وازگن سارگسیان تماشاگران: ۰ داور: David Coote (انگلستان) |

| ۷ اکتبر ۲۰۲۰ بازی دوستانه | ارمنستان | لغوشد | آلبانی | ایروان، ارمنستان                        |
| ۱۷:۰۰یوتی‌سی ۴+            |          |       |        | ورزشگاه: ورزشگاه جمهوریت وازگن سارگسیان |

| ۱۱ اکتبر ۲۰۲۰ Nations League | ارمنستان                                           | ۲–۲   | گرجستان                                  | تیخی، لهستان                                          |
| ۱۸:۰۰یوتی‌سی ۲+               | - خورن بایرامیان ۶' - هنریخ مخیتاریان ۸۹' (پنالتی) | گزارش | - Kacharava ۴۶' - تورنیکه اکریاشویلی ۷۴' | ورزشگاه: Tychy City Stadium داور: Ivan Bebek (کرواسی) |

| ۱۴ اکتبر ۲۰۲۰ Nations League | استونی              | ۱–۱   | ارمنستان              | تالین، استونی                                               |
| ۲۱:۴۵یوتی‌سی ۳+               | - رائونو ساپینن ۱۴' | گزارش | - کامو هووهانیسیان ۸' | ورزشگاه: ورزشگاه آ. له کوک آرنا داور: Luis Godinho (پرتغال) |

| ۱۱ نوامبر ۲۰۲۰ بازی دوستانه | ارمنستان | لغوشد | کویت | ایروان، ارمنستان                        |
| ۲۰:۰۰یوتی‌سی ۴+              |          |       |      | ورزشگاه: ورزشگاه جمهوریت وازگن سارگسیان |

| ۱۵ نوامبر ۲۰۲۰ Nations League | گرجستان                         | ۱–۲   | ارمنستان                                                      | تفلیس، گرجستان                                           |
| ۲۱:۰۰یوتی‌سی ۴+                | - والری قازایشویلی ۶۵' (پنالتی) | گزارش | - گئورگ قازاریان (زاده ۱۹۸۸ (میلادی) ۳۳' - سارگیس آدامیان ۸۶' | ورزشگاه: ورزشگاه دینامو آرنا داور: مارکو گویدا (ایتالیا) |

| ۱۸ نوامبر ۲۰۲۰ Nations League | ارمنستان                   | ۱–۰   | مقدونیه شمالی | نیکوزیا، قبرس                                         |
| ۲۱:۰۰یوتی‌سی ۴+                | - هوهانس هامبارتسومیان ۵۵' | گزارش |               | ورزشگاه: ورزشگاه جی‌اس‌پی داور: Bobby Madden (اسکاتلند) |

### ۲۰۲۱
| ۲۵ مارس ۲۰۲۱ 2022 World Cup qualification | لیختن‌اشتاین | ۰–۱   | ارمنستان                | فادوتس، لیختن‌اشتاین                                        |
| ۲۰:۴۵یوتی‌سی ۱+                            |             | گزارش | Frommelt ۸۳' (گل‌به‌خودی) | ورزشگاه: ورزشگاه راین پارک داور: Julian Weinberger (اتریش) |

| ۲۸ مارس ۲۰۲۱ 2022 World Cup qualification | ارمنستان                                   | ۲–۰   | ایسلند | ایروان، ارمنستان                                                   |
| ۲۰:۰۰یوتی‌سی ۴+                            | - تیگران بارسقیان ۵۳' - خورن بایرامیان ۷۴' | گزارش |        | ورزشگاه: ورزشگاه جمهوریت وازگن سارگسیان داور: Enea Jorgji (آلبانی) |

| ۳۱ مارس ۲۰۲۱ 2022 World Cup qualification | ارمنستان                                                                     | ۳–۲   | رومانی                        | ایروان، ارمنستان                                                       |
| ۲۰:۰۰یوتی‌سی ۴+                            | - ادوارد اسپرتسیان ۵۶' - وارازداد هارویان ۸۷' - تیگران بارسقیان ۸۹' (پنالتی) | گزارش | - الکساندر چیکالدائو ۶۲'، ۷۲' | ورزشگاه: ورزشگاه جمهوریت وازگن سارگسیان داور: Andris Treimanis (لتونی) |

| ۱ ژوئن ۲۰۲۱ بازی دوستانه | کرواسی             | ۱–۱   | ارمنستان                    | ولیکا گوریتسا، کرواسی                                                      |
| ۱۸:۰۰یوتی‌سی ۲+           | - ایوان پریشیچ ۲۴' | گزارش | - وبیمار آنگولو موسکئرا ۷۲' | ورزشگاه: Gradski stadion تماشاگران: ۰ داور: Luka Bilbija (بوسنی و هرزگوین) |

| ۵ ژوئن ۲۰۲۱ بازی دوستانه | سوئد                                                     | ۳–۱   | ارمنستان              | سولنا، سوئد                                                   |
| ۲۰:۴۵یوتی‌سی ۲+           | - امیل فورسبرگ ۱۶' - مارکوس دنیلسون ۳۴' - مارکوس برگ ۸۵' | گزارش | - واهان بیچاخچیان ۶۴' | ورزشگاه: ورزشگاه فرندز آرنا داور: Mattias Gestranius (فنلاند) |

| ۲ سپتامبر ۲۰۲۱ 2022 World Cup qualification | مقدونیه شمالی | ۰–۰   | ارمنستان | اسکوپیه، مقدونیه شمالی                                     |
| ۲۰:۴۵                                       |               | گزارش |          | ورزشگاه: ورزشگاه فیلیپ دوم داور: آرتور سوارز دیاز (پرتغال) |

| ۵ سپتامبر ۲۰۲۱ 2022 World Cup qualification | آلمان                                                                                       | ۶–۰   | ارمنستان | اشتوتگارت، آلمان                                            |
| ۲۰:۴۵                                       | - سرژ گنابری ۶'، ۱۵' - مارکو رویس ۳۵' - تیمو ورنر ۴۵' - یوناس هوفمان ۵۲' - کریم ادیمی ۹۰+۱' | گزارش |          | ورزشگاه: ورزشگاه مرسدس-بنز آرنا داور: ویلی کالوم (اسکاتلند) |

| ۸ سپتامبر ۲۰۲۱ 2022 World Cup qualification | ارمنستان                         | ۱–۱   | لیختن‌اشتاین    | ایروان، ارمنستان                                                    |
| ۲۰:۰۰                                       | - هنریخ مخیتاریان ۴۵+۵' (پنالتی) | گزارش | - N. Frick ۸۰' | ورزشگاه: ورزشگاه جمهوریت وازگن سارگسیان داور: Duje Strukan (کرواسی) |

| ۸ اکتبر ۲۰۲۱ 2022 World Cup qualification | ایسلند            | ۱–۱   | ارمنستان               | ریکیاویک، ایسلند                                            |
| ۱۸:۴۵                                     | - Jóhannesson ۷۷' | گزارش | - کامو هووهانیسیان ۳۵' | ورزشگاه: لویگارتالس‌وتلور داور: Nikola Dabanović (مونته‌نگرو) |

| ۱۱ اکتبر ۲۰۲۱ 2022 World Cup qualification | رومانی                   | ۱–۰   | ارمنستان | بخارست، رومانی                                          |
| ۲۱:۴۵                                      | - الکساندرو میتریتسا ۲۶' | گزارش |          | ورزشگاه: Stadionul Steaua داور: دنیله اورساتو (ایتالیا) |

| ۱۱ نوامبر ۲۰۲۱ 2022 World Cup qualification | ارمنستان | ۰–۵   | مقدونیه شمالی                                                                                | ایروان، ارمنستان                                                                 |
| ۲۱:۰۰                                       |          | گزارش | - الکساندر ترایکوفسکی ۲۲' - انیس باردی ۳۶'، ۶۶' (پنالتی)، ۹۰' (پنالتی) - میلان ریستوفسکی ۷۹' | ورزشگاه: ورزشگاه جمهوریت وازگن سارگسیان داور: خوسه ماریا سانچث مارتینث (اسپانیا) |

| ۱۴ نوامبر ۲۰۲۱ 2022 World Cup qualification | ارمنستان                       | ۱–۴   | آلمان                                                                     | ایروان، ارمنستان                                                      |
| ۲۱:۰۰                                       | - هنریخ مخیتاریان ۵۹' (پنالتی) | گزارش | - کای هاورتز ۱۵' - ایلکای گوندوغان ۴۵+۴' (پنالتی)، ۵۰' - یوناس هوفمان ۶۴' | ورزشگاه: ورزشگاه جمهوریت وازگن سارگسیان داور: فرانسوا لتکسیر (فرانسه) |

### ۲۰۲۲
| ۲۴ مارس ۲۰۲۲ بازی دوستانه | ارمنستان              | ۱–۰   | مونته‌نگرو | ایروان، ارمنستان                                                                                        |
| ۱۷:۰۰                     | - واهان بیچاخچیان ۱۹' | گزارش |           | ورزشگاه: ورزشگاه جمهوریت وازگن سارگسیان تماشاگران: ۴٬۰۰۰ داور: Andris Treimanis (فدراسیون فوتبال لتونی) |

| ۲۹ مارس ۲۰۲۲ بازی دوستانه | نروژ | ۹–۰   | Armenia | اسلو، نروژ                                                                             |
| ۱۸:۰۰                     | - ارلینگ هالند ۲۴'، ۴۵+۱' - جاشوا کینگ ۲۸' (پنالتی)، ۳۳'، ۵۹' - کریستین توشتودت ۳۰' - Dæhli ۸۰' - الکساندر سورلوث ۸۶'، ۹۰+۱' | گزارش |         | ورزشگاه: Ullevaal Stadion داور: Mads-Kristoffer Kristoffersen (اتحادیه فوتبال دانمارک) |

| ۴ ژوئن ۲۰۲۲ Nations League | ارمنستان               | ۱–۰   | جمهوری ایرلند | ایروان، ارمنستان                                                                                       |
| ۲۰:۰۰یوتی‌سی ۴+             | - ادوارد اسپرتسیان ۷۴' | گزارش |               | ورزشگاه: ورزشگاه جمهوریت وازگن سارگسیان تماشاگران: ۱۰٬۶۰۰ داور: Radu Petrescu (فدراسیون فوتبال رومانی) |

| ۸ ژوئن ۲۰۲۲ Nations League | اسکاتلند                               | ۲–۰   | Armenia | گلاسگو، اسکاتلند                                                                              |
| ۱۴:۰۰یوتی‌سی ۱+             | - آنتونی رالستون ۲۸' - اسکات مک‌کنا ۴۰' | گزارش |         | ورزشگاه: ورزشگاه همپدن پارک تماشاگران: ۳۸٬۶۲۷ داور: Sebastian Gishamer (اتحادیه فوتبال اتریش) |

| ۱۱ ژوئن ۲۰۲۲ Nations League | اوکراین                                                                | ۳–۰   | Armenia | ووچ، لهستان                                                                                   |
| ۱۵:۰۰یوتی‌سی ۲+              | - روسلان مالینووسکی ۶۱' - اولکساندر کاراوایف ۷۷' - ویتالی میکولنکو ۸۴' | گزارش |         | ورزشگاه: Stadion Miejski ŁKS تماشاگران: ۱۲٬۵۰۳ داور: Daniel Stefański (اتحادیه فوتبال لهستان) |

| ۱۴ ژوئن ۲۰۲۲ Nations League | ارمنستان             | ۱–۴   | اسکاتلند                                                      | ایروان، ارمنستان                                                                                            |
| ۲۱:۰۰یوتی‌سی ۴+              | - واهان بیچاخچیان ۶' | گزارش | - استوارت آرمسترانگ ۱۴'، ۴۵+۱' - جان مک‌گین ۵۰' - چه آدامز ۵۴' | ورزشگاه: ورزشگاه جمهوریت وازگن سارگسیان تماشاگران: ۱۳٬۵۰۰ داور: Nikola Dabanović (اتحادیه فوتبال مونته‌نگرو) |

| ۲۴ سپتامبر ۲۰۲۲ Nations League | ارمنستان | ۰–۵   | اوکراین                                                                                   | ایروان، ارمنستان                                                                     |
| ۱۷:۰۰یوتی‌سی ۴+                 |          | گزارش | - الکساندر تیمیتچیک ۲۲' - الکساندر زوبکوف ۵۷' - آرتم دووبیک ۶۹'، ۸۴' - دنیلو ایناتنکو ۸۱' | ورزشگاه: ورزشگاه جمهوریت وازگن سارگسیان داور: João Pinheiro (فدراسیون فوتبال پرتغال) |

| ۲۷ سپتامبر ۲۰۲۲ 2022–23 Nations League | جمهوری ایرلند                                                 | ۳–۲   | Armenia                                   | دوبلین، Ireland                                                                        |
| ۲۰:۴۵                                  | - جان ایگن ۱۸' - مایکل اوبافمی ۵۲' - رابی بردی ۹۰+۱' (پنالتی) | گزارش | - آرداک داشیان ۷۱' - ادوارد اسپرتسیان ۷۳' | ورزشگاه: ورزشگاه آویوا تماشاگران: ۴۱٬۷۱۹ داور: Rade Obrenovič (اتحادیه فوتبال اسلوونی) |

| ۱۶ نوامبر ۲۰۲۲ بازی دوستانه | کوزوو                                        | ۲–۲   | Armenia                                   | پریشتینا، کوزوو                                                                              |
| ۲۱:۰۰                       | L. M. Kastrati ۶۷' (پنالتی) · Rrudhani ۹۰+۳' | گزارش | ژیرایر شاقویان ۲۴' · کامو هووهانیسیان ۸۲' | ورزشگاه: Fadil Vokrri Stadium تماشاگران: ۲٬۰۰۰ داور: Eldorjan Hamiti (اتحادیه فوتبال آلبانی) |

| ۱۹ نوامبر ۲۰۲۲ بازی دوستانه | آلبانی                                  | ۲–۰   | Armenia | تیرانا، آلبانی                                                                        |
| ۲۰:۳۰                       | Skuka ۲۸' · کریستین اصلانی ۶۴' (پنالتی) | گزارش |         | ورزشگاه: ورزشگاه ایر آلبانیا داور: Aleksandar Stavrev (فدراسیون فوتبال مقدونیه شمالی) |

### ۲۰۲۳
| ۲۵ مارس ۲۰۲۳ مقدماتی جام ملت‌های اروپا ۲۰۲۴ گروه D | ارمنستان                     | ۱–۲   | ترکیه                                    | ایروان، ارمنستان |
| ۲۱:۰۰یوتی‌سی ۴+                                    | - اوزان کاباک ۱۰' (گل‌به‌خودی) | گزارش | - اورکون کوکجو ۳۴' - کریم آق‌ترک‌اوغلو ۶۴' | ورزشگاه: ورزشگاه جمهوریت وازگن سارگسیان تماشاگران: ۱۴٬۱۲۵ داور: خوسه ماریا سانچث مارتینث (فدراسیون فوتبال سلطنتی اسپانیا) |

| ۲۸ مارس ۲۰۲۳ بازی دوستانه | ارمنستان                    | ۲–۲   | قبرس                       | ایروان، ارمنستان                                                                        |
| ۱۹:۰۰یوتی‌سی ۴+            | - هراند-لوون رانوس ۵۰'، ۵۹' | گزارش | - Karo ۴۳' - Christofi ۸۳' | ورزشگاه: ورزشگاه جمهوریت وازگن سارگسیان داور: Dumitru Muntean (فدراسیون فوتبال مولداوی) |

| ۱۶ ژوئن ۲۰۲۳ مقدماتی جام ملت‌های اروپا ۲۰۲۴ گروه D | ولز                              | ۲–۴   | Armenia                                               | کاردیف، ولز                                                                                    |
| ۱۹:۴۵یوتی‌سی ۱+                                    | - دنیل جیمز ۱۰' - هری ویلسون ۷۲' | گزارش | - لوکاس زلارایان ۱۹'، ۷۵' - هراند-لوون رانوس ۳۰'، ۶۶' | ورزشگاه: ورزشگاه کاردیف سیتی تماشاگران: ۳۲٬۷۷۴ داور: Georgi Kabakov (اتحادیه فوتبال بلغارستان) |

| ۱۹ ژوئن ۲۰۲۳ مقدماتی جام ملت‌های اروپا ۲۰۲۴ گروه D | ارمنستان                                               | ۲–۱   | لتونی                             | ایروان، ارمنستان                                                                                        |
| ۲۰:۰۰یوتی‌سی ۴+                                    | - نائیر تیکنیزیان ۳۵' - تیگران بارسقیان ۹۰+۱' (پنالتی) | گزارش | - استیوپا مکرتچیان ۶۷' (گل‌به‌خودی) | ورزشگاه: ورزشگاه جمهوریت وازگن سارگسیان تماشاگران: ۱۳٬۴۵۰ داور: Peter Kráľovič (اتحادیه فوتبال اسلواکی) |

| ۸ سپتامبر ۲۰۲۳ مقدماتی جام ملت‌های اروپا ۲۰۲۴ گروه D | ترکیه                | ۱–۱   | Armenia            | اسکی‌شهر، ترکیه                                                                                 |
| ۲۱:۴۵یوتی‌سی ۳+                                      | - برتوغ ییلدیریم ۸۸' | گزارش | - آرداک داشیان ۴۹' | ورزشگاه: New Eskişehir Stadium تماشاگران: ۳۱٬۷۴۰ داور: دنیله اورساتو (فدراسیون فوتبال ایتالیا) |

| ۱۱ سپتامبر ۲۰۲۳ مقدماتی جام ملت‌های اروپا ۲۰۲۴ گروه D | ارمنستان | ۰–۱   | کرواسی               | ایروان، ارمنستان                                                                                     |
| ۲۰:۰۰یوتی‌سی ۴+                                       |          | گزارش | - آندری کراماریچ ۱۴' | ورزشگاه: ورزشگاه جمهوریت وازگن سارگسیان تماشاگران: ۱۴٬۲۳۳ داور: کلمن تورپین (فدراسیون فوتبال فرانسه) |

| ۱۲ اکتبر ۲۰۲۳ مقدماتی جام ملت‌های اروپا ۲۰۲۴ گروه D | لتونی                               | ۲–۰   | Armenia | ریگا، لتونی                                                            |
| ۲۱:۴۵یوتی‌سی ۳+                                     | - Ikauneiks ۳۹' - Ošs - Balodis ۶۸' | گزارش |         | ورزشگاه: ورزشگاه اسکونتو داور: Rade Obrenovič (اتحادیه فوتبال اسلوونی) |

| ۱۷ اکتبر ۲۰۲۳ بازی دوستانه | مقدونیه شمالی                                              | ۳–۱   | Armenia                  | اشترومیکا (شهر), مقدونیه شمالی                                                     |
| ۱۷:۰۰یوتی‌سی ۲+             | - الکساندر ترایکوفسکی ۴۳' - میلان ریستوفسکی ۵۹' - Daci ۸۸' | گزارش | - ادوارد اسپرتسیان ۹۰+۴' | ورزشگاه: ورزشگاه بلاگوج ایستاتوف داور: Nikola Dabanović (اتحادیه فوتبال مونته‌نگرو) |

| ۱۸ نوامبر ۲۰۲۳ مقدماتی جام ملت‌های اروپا ۲۰۲۴ گروه D | ارمنستان            | ۱–۱   | ولز                                | ایروان، ارمنستان                                                                                        |
| ۱۸:۰۰یوتی‌سی ۴+                                      | - لوکاس زلارایان ۵' | گزارش | - نائیر تیکنیزیان ۴۵+۲' (گل‌به‌خودی) | ورزشگاه: ورزشگاه جمهوریت وازگن سارگسیان تماشاگران: ۱۴٬۲۷۱ داور: Benoît Bastien (فدراسیون فوتبال فرانسه) |

| ۲۱ نوامبر ۲۰۲۳ مقدماتی جام ملت‌های اروپا ۲۰۲۴ گروه D | کرواسی             | ۱–۰   | Armenia | زاگرب، کرواسی                                                                             |
| ۲۰:۴۵یوتی‌سی ۱+                                      | - آنته بودیمیر ۴۳' | گزارش |         | ورزشگاه: ورزشگاه ماکسیمیر تماشاگران: ۲۰٬۳۹۸ داور: ایوان کروژلیاک (اتحادیه فوتبال اسلواکی) |

### ۲۰۲۴
| ۲۲ مارس ۲۰۲۴ بازی دوستانه | ارمنستان | ۰–۱   | کوزوو               | ایروان، ارمنستان                                                                             |
| ۲۰:۰۰                     |          | گزارش | - میلوت راشیتسا ۲۵' | ورزشگاه: ورزشگاه جمهوریت وازگن سارگسیان داور: Irakli Kvirikashvili (فدراسیون فوتبال گرجستان) |

| ۲۶ مارس ۲۰۲۴ بازی دوستانه | چک                                                                 | ۲–۱   | Armenia             | پراگ، جمهوری چک                                                       |
| ۲۲:۰۰                     | - لادیسلاو کریچی (بازیکن فوتبال، زاده ۱۹۹۹) ۴۵+۲' · توماش چوری ۷۷' | گزارش | - ادگار سویکیان ۱۴' | ورزشگاه: Stadion Letná داور: Julian Weinberger (اتحادیه فوتبال اتریش) |

| ۴ ژوئن ۲۰۲۴ بازی دوستانه | اسلوونی                              | ۲–۱   | Armenia                | لیوبلیانا، اسلوونی                                                                    |
| ۱۸:۰۰یوتی‌سی ۲+           | - یان ملاکار ۱۱' - یوسیپ ایلیچیچ ۶۳' | گزارش | - وارازدات هارویان ۵۶' | ورزشگاه: Stožice Stadium تماشاگران: ۸٬۳۸۹ داور: Andreas Argyrou (اتحادیه فوتبال قبرس) |

| ۷ ژوئن ۲۰۲۴ بازی دوستانه | ارمنستان                                        | ۲–۱   | قزاقستان                   | ایروان، ارمنستان                                                                            |
| ۲۰:۰۰یوتی‌سی ۴+           | - Marochkin ۴' (گل‌به‌خودی) · واهان بیچاخچیان ۵۸' | گزارش | - Islamkhan ۹۰+۶' (پنالتی) | ورزشگاه: ورزشگاه جمهوریت وازگن سارگسیان داور: Goga Kikacheishvili (فدراسیون فوتبال گرجستان) |

| ۷ سپتامبر ۲۰۲۴ 2024–25 Nations League | ارمنستان                                                                                | ۴–۱   | لتونی                      | ایروان، ارمنستان                                                                                         |
| ۲۰:۰۰یوتی‌سی ۴+                        | - واهان بیچاخچیان ۶' - Dubra ۳۵' (گل‌به‌خودی) - لوکاس زلارایان ۴۸' - ادوارد اسپرتسیان ۸۶' | گزارش | - Arutyunyan ۹' (گل‌به‌خودی) | ورزشگاه: ورزشگاه جمهوریت وازگن سارگسیان تماشاگران: ۱۲٬۴۳۷ داور: Nenad Minaković (اتحادیه فوتبال صربستان) |

| ۱۰ سپتامبر ۲۰۲۴ 2024–25 Nations League | مقدونیه شمالی                        | ۲–۰   | Armenia | اسکوپیه، مقدونیه شمالی                                                                |
| ۲۰:۴۵یوتی‌سی ۲+                         | - انیس باردی ۷۰' - بویان میوفسکی ۷۸' | گزارش |         | ورزشگاه: ورزشگاه فیلیپ دوم تماشاگران: ۶٬۸۲۹ داور: Harm Osmers (فدراسیون فوتبال آلمان) |

| ۱۰ اکتبر ۲۰۲۴ 2024–25 Nations League | جزایر فارو                        | ۲–۲   | Armenia                                    | توشهاون، جزایر فارو                                                                            |
| ۱۹:۴۵یوتی‌سی ۱+                       | - Benjaminsen ۳۷' - Bjartalíð ۸۵' | گزارش | - لوکاس زلارایان ۴۴' - گور مانوئلیان ۹۰+۳' | ورزشگاه: ورزشگاه تورسفولر تماشاگران: ۱٬۸۵۲ داور: Oleksii Derevinskyi (فدراسیون فوتبال اوکراین) |

| ۱۳ اکتبر ۲۰۲۴ 2024–25 Nations League | ارمنستان | ۰–۲   | مقدونیه شمالی                   | ایروان، ارمنستان                                                                                       |
| ۲۰:۰۰یوتی‌سی ۴+                       |          | گزارش | - بویان میوفسکی ۷۲' - Alimi ۸۵' | ورزشگاه: ورزشگاه جمهوریت وازگن سارگسیان تماشاگران: ۱۴٬۳۷۱ داور: استوارت اتول (اتحادیه فوتبال انگلستان) |

| ۱۴ نوامبر ۲۰۲۴ 2024–25 Nations League | ارمنستان | ۰–۱   | جزایر فارو              | ایروان، ارمنستان                                                                                          |
| ۲۱:۰۰یوتی‌سی ۴+                        |          | گزارش | - Davidsen ۳۳' (پنالتی) | ورزشگاه: ورزشگاه جمهوریت وازگن سارگسیان تماشاگران: ۶٬۰۴۳ داور: Tasos Sidiropoulos (فدراسیون فوتبال یونان) |

| ۱۷ نوامبر ۲۰۲۴ 2024–25 Nations League | لتونی          | ۱–۲   | Armenia                                     | ریگا، لتونی                                                                               |
| ۱۶:۰۰یوتی‌سی ۲+                        | - Uldriķis ۷۰' | گزارش | - ادوارد اسپرتسیان ۴۸' - آرتور میرانیان ۷۴' | ورزشگاه: ورزشگاه اسکونتو تماشاگران: ۵٬۵۴۳ داور: Georgi Kabakov (اتحادیه فوتبال بلغارستان) |

## Upcoming matches
The following matches are currently scheduled:
| ۲۰ مارس ۲۰۲۵ 2024–25 UEFA Nations League promotion/relegation play-offs | ارمنستان | v     | گرجستان | ایروان، ارمنستان                        |
| ۲۱:۰۰یوتی‌سی ۴+                                                          |          | گزارش |         | ورزشگاه: ورزشگاه جمهوریت وازگن سارگسیان |

| ۲۳ مارس ۲۰۲۵ 2024–25 UEFA Nations League promotion/relegation play-offs | گرجستان | v     | Armenia | تفلیس، گرجستان               |
| ۱۸:۰۰یوتی‌سی ۴+                                                          |         | گزارش |         | ورزشگاه: ورزشگاه دینامو آرنا |

| ۶ سپتامبر ۲۰۲۵ 2026 FIFA World Cup qualification | ارمنستان | v     | پرتغال/ دانمارک | ارمنستان |
| ۲۰:۰۰یوتی‌سی ۴+                                   |          | گزارش |                 |          |

| ۹ سپتامبر ۲۰۲۵ 2026 FIFA World Cup qualification | ارمنستان | v     | جمهوری ایرلند | ارمنستان |
| ۲۰:۰۰یوتی‌سی ۴+                                   |          | گزارش |               |          |

| ۱۱ اکتبر ۲۰۲۵ 2026 FIFA World Cup qualification | مجارستان | v     | ارمنستان | مجارستان |
| ۱۸:۰۰یوتی‌سی ۲+                                  |          | گزارش |          |          |

| ۱۴ اکتبر ۲۰۲۵ 2026 FIFA World Cup qualification | جمهوری ایرلند | v     | ارمنستان | ایرلند |
| ۱۹:۴۵یوتی‌سی ۱+                                  |               | گزارش |          |        |

| ۱۳ نوامبر ۲۰۲۵ 2026 FIFA World Cup qualification | ارمنستان | v     | مجارستان | ارمنستان |
| ۲۱:۰۰یوتی‌سی ۴+                                   |          | گزارش |          |          |

| ۱۶ نوامبر ۲۰۲۵ 2026 FIFA World Cup qualification | پرتغال /دانمارک | v     | ارمنستان | پرتغال/دانمارک |
| ۱۴:۰۰یوتی‌سی ۰± or ۱۵:۰۰یوتی‌سی ۱+                 |                 | گزارش |          |                |